# Willy Tarbei
Willy Kiplimo Tarbei (né le 30 mai 1998) est un athlète kényan, spécialiste du 800 mètres. 

## Biographie
En 2014, Willy Tarbei remporte la médaille d'or du 800 m des championnats du monde jeunesse de Cali, en Colombie, dans le temps de 1 min 45 s 58.
Il porte son record personnel à 1 min 44 s 51 en juin 2015 à Nairobi.

### Palmarès
| Date | Compétition                    | Lieu | Résultat | Épreuve | Performance   |
| ---- | ------------------------------ | ---- | -------- | ------- | ------------- |
| 2014 | Championnats du monde jeunesse | Cali | 1er      | 800 m   | 1 min 45 s 58 |

### Records
| Épreuve | Performance   | Lieu    | Date         |
| ------- | ------------- | ------- | ------------ |
| 800 m   | 1 min 44 s 51 | Nairobi | 17 juin 2015 |